# 高山丝瓣芹
高山丝瓣芹（学名：Acronema alpinum）是伞形科丝瓣芹属的植物，为中国的特有植物。分布在中国大陆的西藏等地，生长于海拔4,750米至4,800米的地区，一般生于山顶岩石缝中，目前尚未由人工引种栽培。